# ミストラル級強襲揚陸艦
ミストラル級強襲揚陸艦（ミストラルきゅうきょうしゅうようりくかん、フランス語: Bâtiment de Projection et de Commandement Type Mistral）は、フランス海軍の強襲揚陸艦の艦級。フランス海軍の正式な艦種呼称は指揮・戦力投射艦（Bâtiment de Projection et de Commandement、BPC）とされている。
マルチハザード化およびグローバル化に伴う任務の多様化に対応して、水陸両用作戦以外にも人道援助など戦争以外の軍事作戦も考慮した多目的母艦とされている。

## 来歴
計画時には「Nouveaux Transports de Chalands de Débarquement」（NTCD）と呼ばれていた。フランス海軍の正式な艦種呼称は指揮・戦力投射艦（Bâtiment de Projection et de Commandement）とされているが、NATOのペナント・ナンバーでは従来同様に揚陸艦を意味する"L"ではじまる艦番号が付与されている。
艦名は1番艦、2番艦ともに気象現象から取られている。
「ミストラル」と「トネール」の建造においては、船体は、中央と後部をブレスト（Brest）で、前部3分の1はサン＝ナゼール（Saint-Nazaire）で分割建造され、ブレストにおいて結合された。「ディクスミュード」のみ、全体がサン＝ナゼールで建造された。
フランス海軍の新鋭の空母型多目的母艦である本級は、3隻が建造された。2004年10月に1番艦の進水が行なわれ、2006年に1番艦「ミストラル」と2007年に2番艦「トネール」がそれぞれ就役した。2番艦「トネール」の就役により、古くなったウラガン級揚陸艦2隻は同年に退役した。3番艦「ディクスミュード」は2012年に就役した。

## 設計
2万tを越える大きな船体の本級は、強襲揚陸作戦においての中核的な指揮能力を保有しながら同時に、単艦でも強襲揚陸作戦を実施できるだけの回転翼機の保有と運用、戦闘用車輌の輸送、揚陸艇の保有と運用、陸戦部隊の輸送、医療といった複合的な機能を有している。

### 船体
軍艦ではあるが、軍艦構造ではなく商船としての規格下で建造され、マルポール条約に適合すべく海洋汚染防止に力が注がれている。船体形状は近年の自動車運搬船の様に、水面上には前後左右が切り落とされた大きな箱状を成しており、乾舷は高い。
本級は上甲板（第1甲板）を全通させた、いわゆる全通甲板型の艦型を採用している。上甲板は、そのほぼ全域が飛行甲板とされており、上部構造物はアイランドとして右舷前寄りに位置している。

フードル級との比較
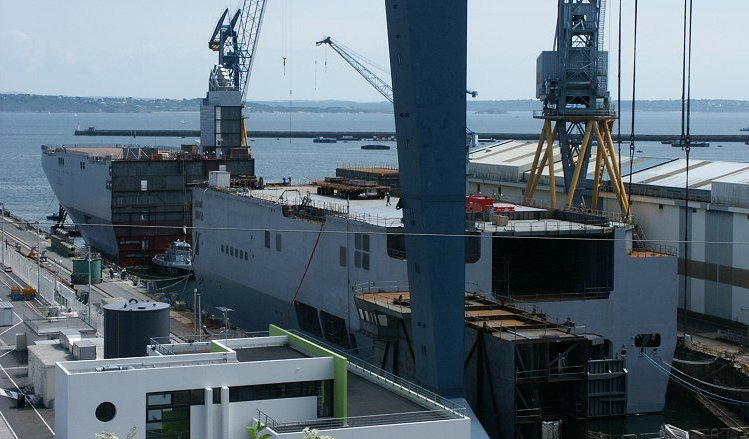
ブレストで建造中の「ミストラル」。船体をいくつかのブロックに分けた分割建造方式で建造されていることがよく解る
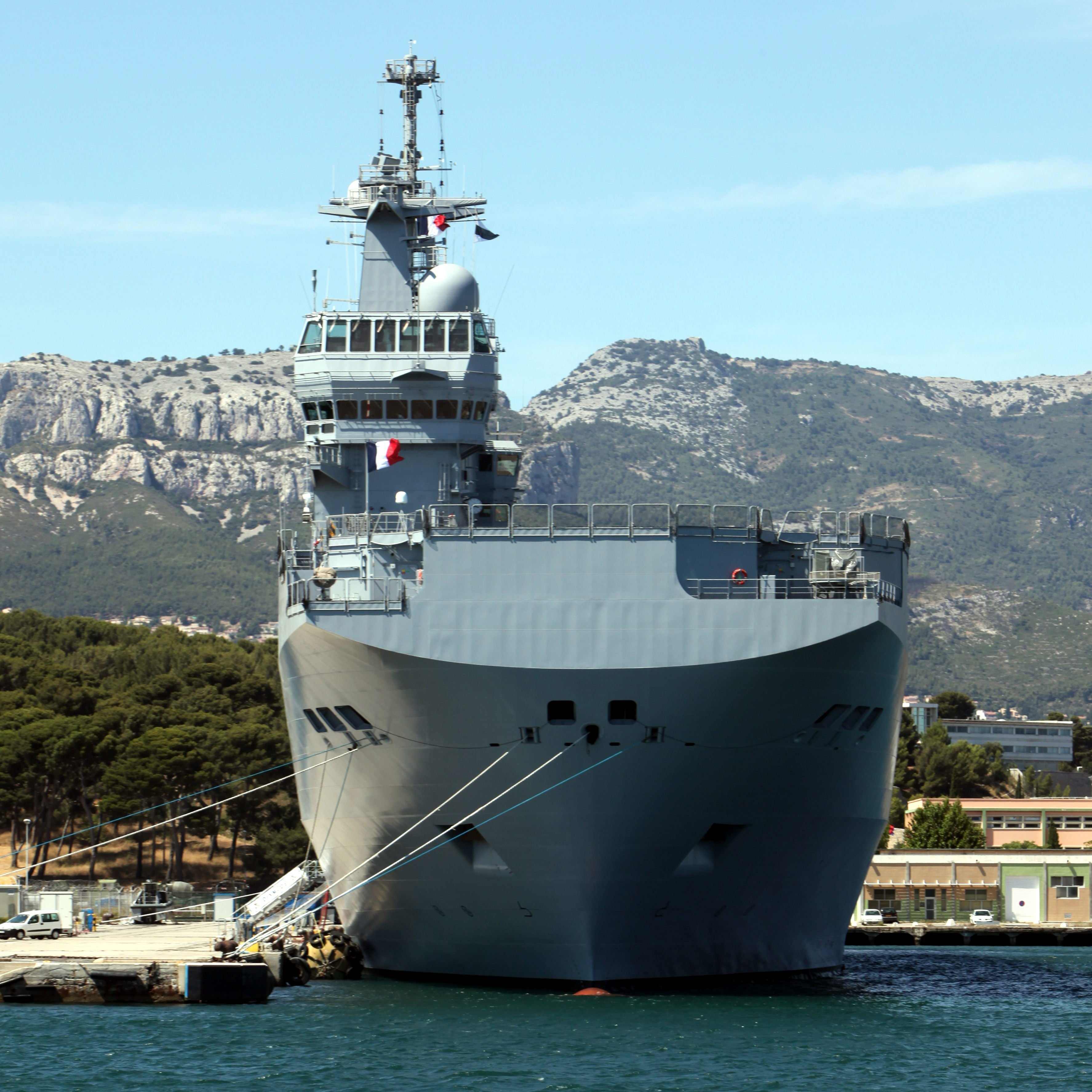
正面から見た「ディクスミュード」
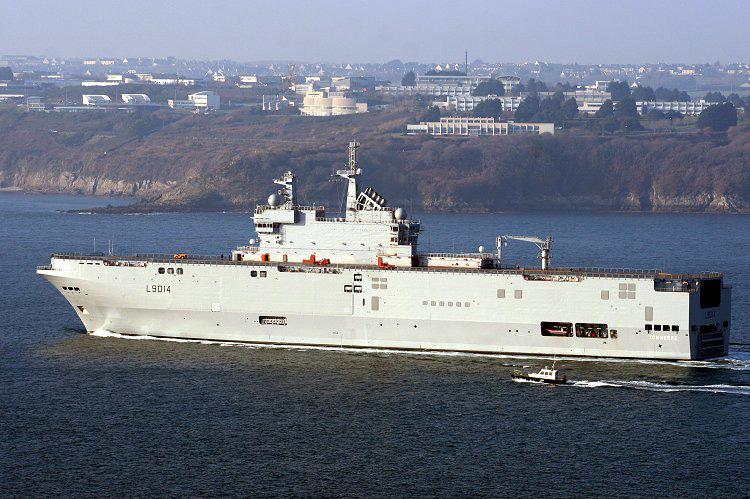
左後方から見た「トネール」
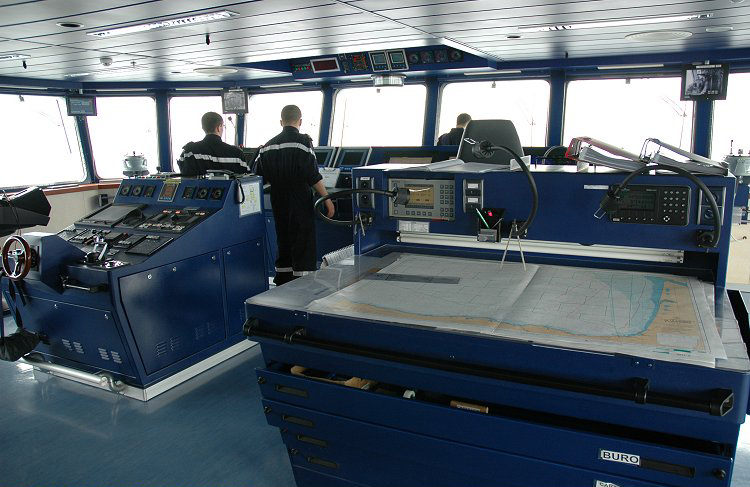
艦橋内部　手前左側が操舵手席

### 機関

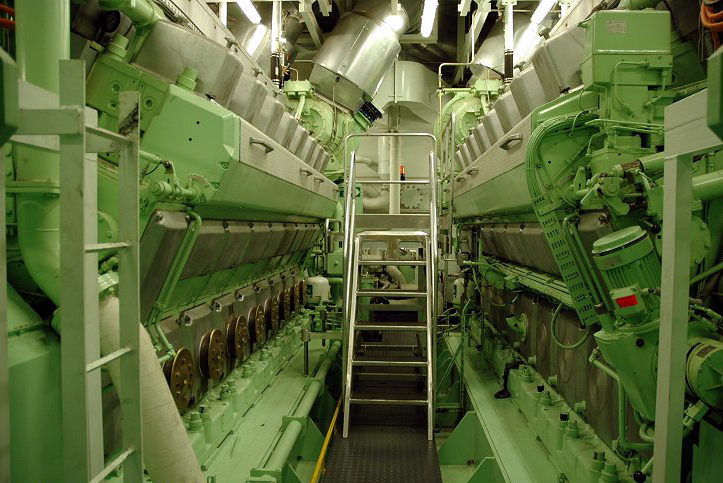
機関室内のバルチラ16V32ディーゼルエンジン

フランス海軍初の電気推進艦として、電化に力が注がれている。機関は、ディーゼル・エレクトリック推進方式を採用している。
- バルチラ社製16V32ディーゼル発電機×3基＋18V200ディーゼル発電機×1基
出力：合計20.8Mw
- 5翼プロペラを備えた英ロールス・ロイス社製マーメイド電動アジマス・ポッド推進器×2基
出力：各14Mw[1]

ポッド式推進としたことで小回りの利く操艦が可能である。ただし背の高い船体によって風圧側面積が大きく、離着岸や操艦に及ぼす風の影響は大きいとされる。

## 能力

### C4ISTAR機能
本型は、フランス海軍の基幹的な作戦級C4Iシステムとして、海洋指揮支援システム（AIDCOMER）を搭載している。群司令部指揮所が設置される指揮通信室は850m2の面積が確保されており、150台のワークステーションを設置することができる。その通信システムとしては、最新の国産シラキューズ-III軍事衛星通信システムが採用されている。
戦術級C4Iシステムとしては、第3世代のSENITシステムであるSENIT-9が搭載されている。またメインセンサーとして、タレス・グループ製MRR-3D-NG遠距離捜索Cバンド・レーダーを搭載している。30回/分又は60回/分で回転し俯仰70度までのフェーズド・アレイによる電子スキャンを行なう。探知距離180km程度。

### 個艦防御機能
自衛のための最小限の兵装のみを有している。小型艇対策に、30mm機銃を2門、M2 12.7mm機銃を4挺装備している。また、対空兵装としてミストラル近接防空ミサイル用のシンバッド連装発射機を2基搭載している。

### 航空運用機能
上記の通り、上甲板（第1甲板）は全通した飛行甲板とされており、またその直下の艦後半部には2甲板分の高さ（第2・3甲板）でハンガーが設けられている。これらを連絡するエレベータとしては、アイランド後方の右舷寄りと艦尾に各1基のエレベーターが設置されている。前方のエレベータはインボード式で、長さ15m×幅15m、力量13トン。後方のエレベータもインボード式であるが、艦尾側に張り出していることから半ばデッキサイド式となっており、長さ18.5m×幅6.5m、力量17トンとされている。
飛行甲板は面積5,200m2を確保しており、6ヶ所のヘリコプター発着スポットが設定されている。ハンガーは面積1,800m2で、最大16機程度の中型・大型ヘリコプターが収容できる。
艦載ヘリコプターとして、NH90、SA330「ピューマ」、AS532 U2「クーガー」、AS665「タイガー」の運用が想定されているほか、2019年から2020年にかけて、無人航空機（UAV）であるS-100カムコプターの運用能力が付与された。

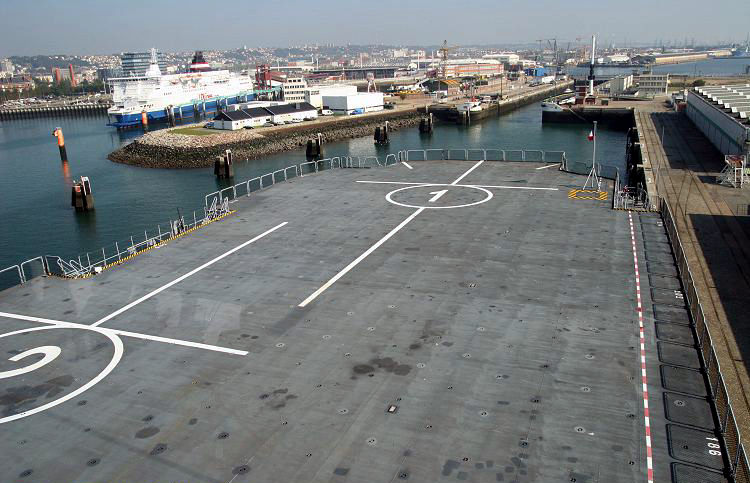
飛行甲板前方の発着スポット
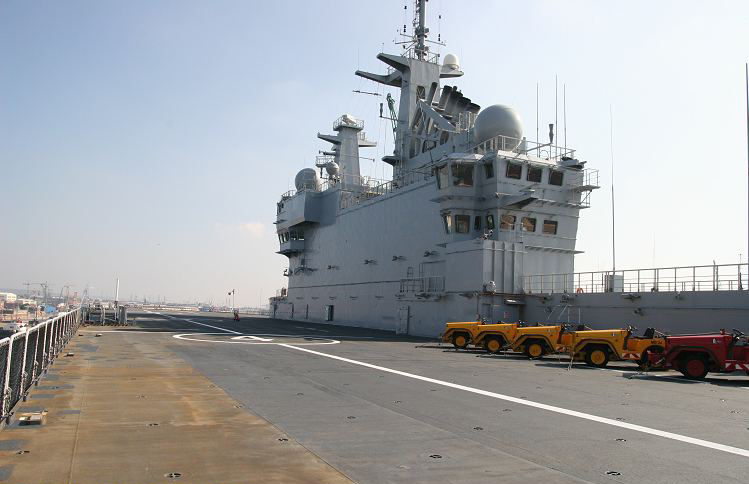
飛行甲板及び艦橋構造物
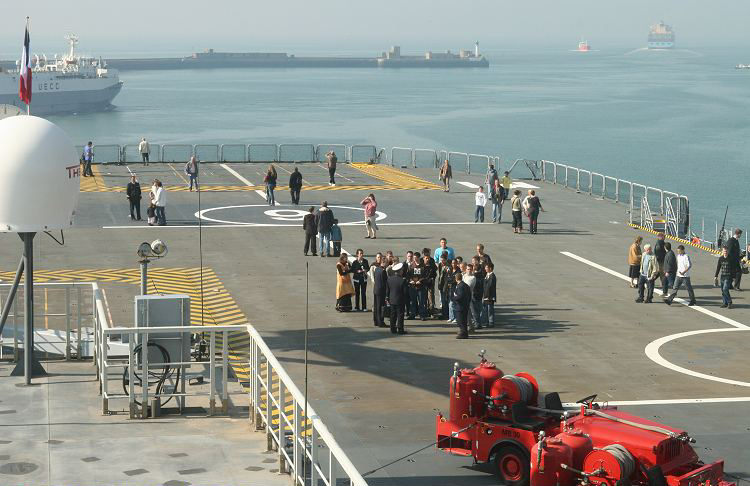
飛行甲板後方および後部エレベーター

### 輸送揚陸機能
ハンガーの下方には、第4〜6甲板を2層にわけて車両甲板とウェルドックが設けられている。上層のほぼ全域と下層の前半部は、合計面積2,650m2の車両甲板とされており、上下層はランプで接続されている。主力戦車のルクレールだけなら13輌、他の戦闘車輌で60輌程度の搭載能力があり、航空機を搭載しない場合には格納庫内にさらに230輌程度が搭載できる。
下層後半部を占めるウェルドックは長さ120メートル、面積885m2という長大なもので、車両甲板とはランプで接続されている。最大8艇の機動揚陸艇（LCM）、最大4艇の汎用揚陸艇（LCU）又は最大2艇のLCAC-1級エア・クッション型揚陸艇が搭載出来、艦尾開口部から収容・発進する。

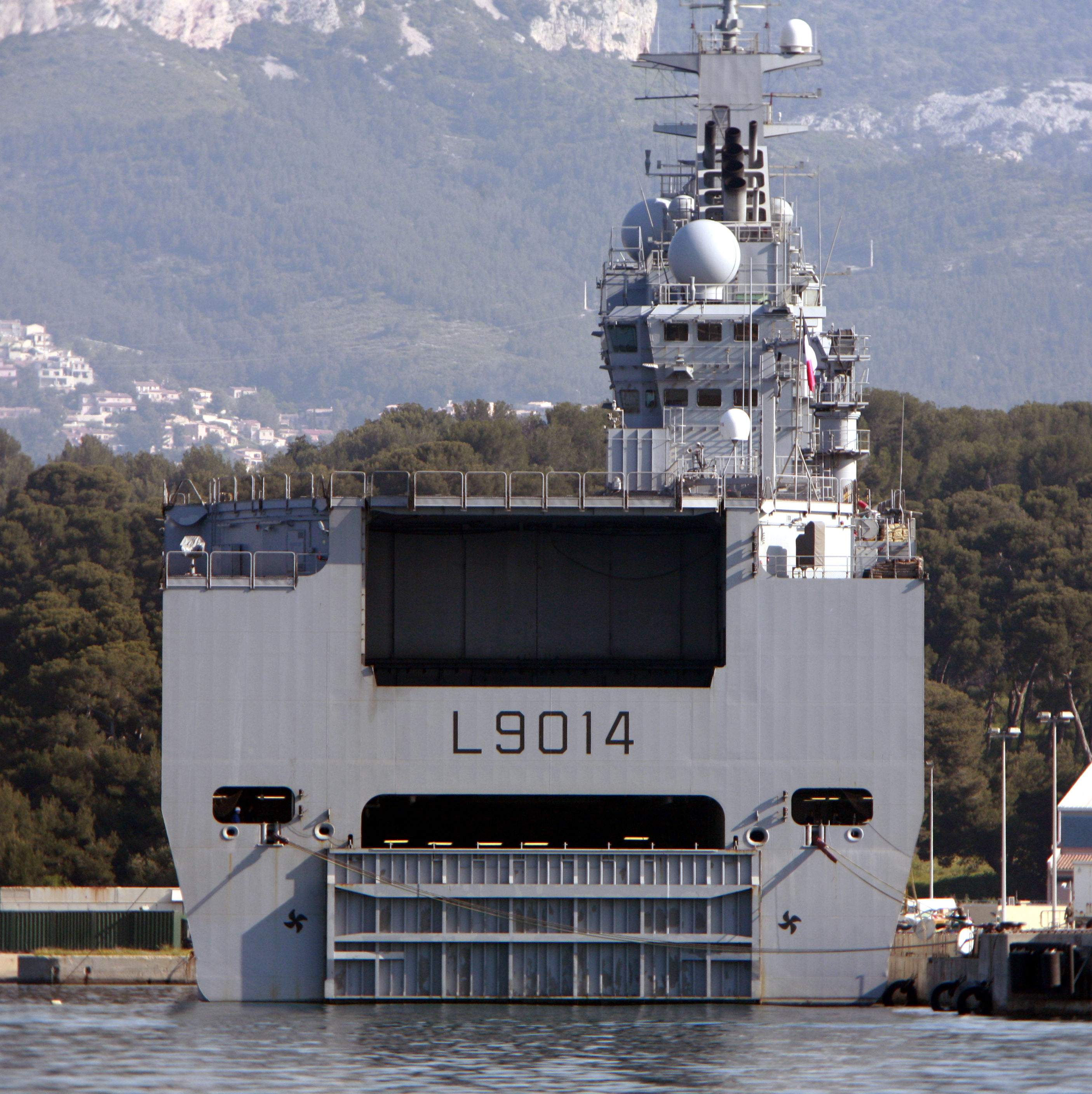
艦尾。上部の影になっているところが後部エレベーター、下部がウェルドックのハッチ
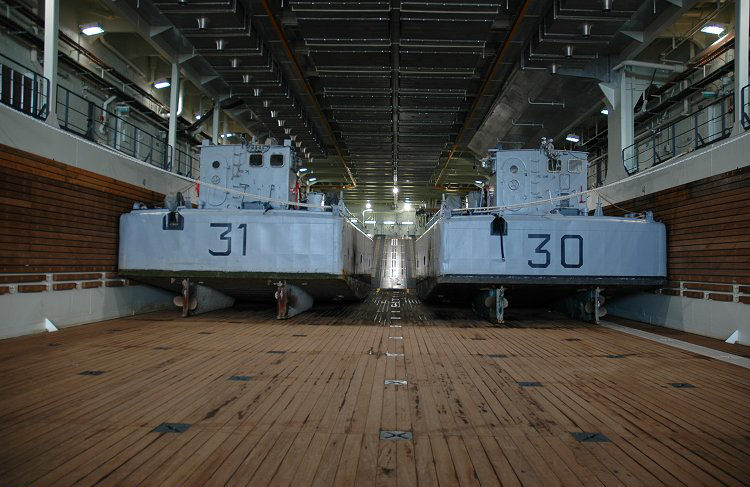
ウェルドック内に収容された2隻のLCU
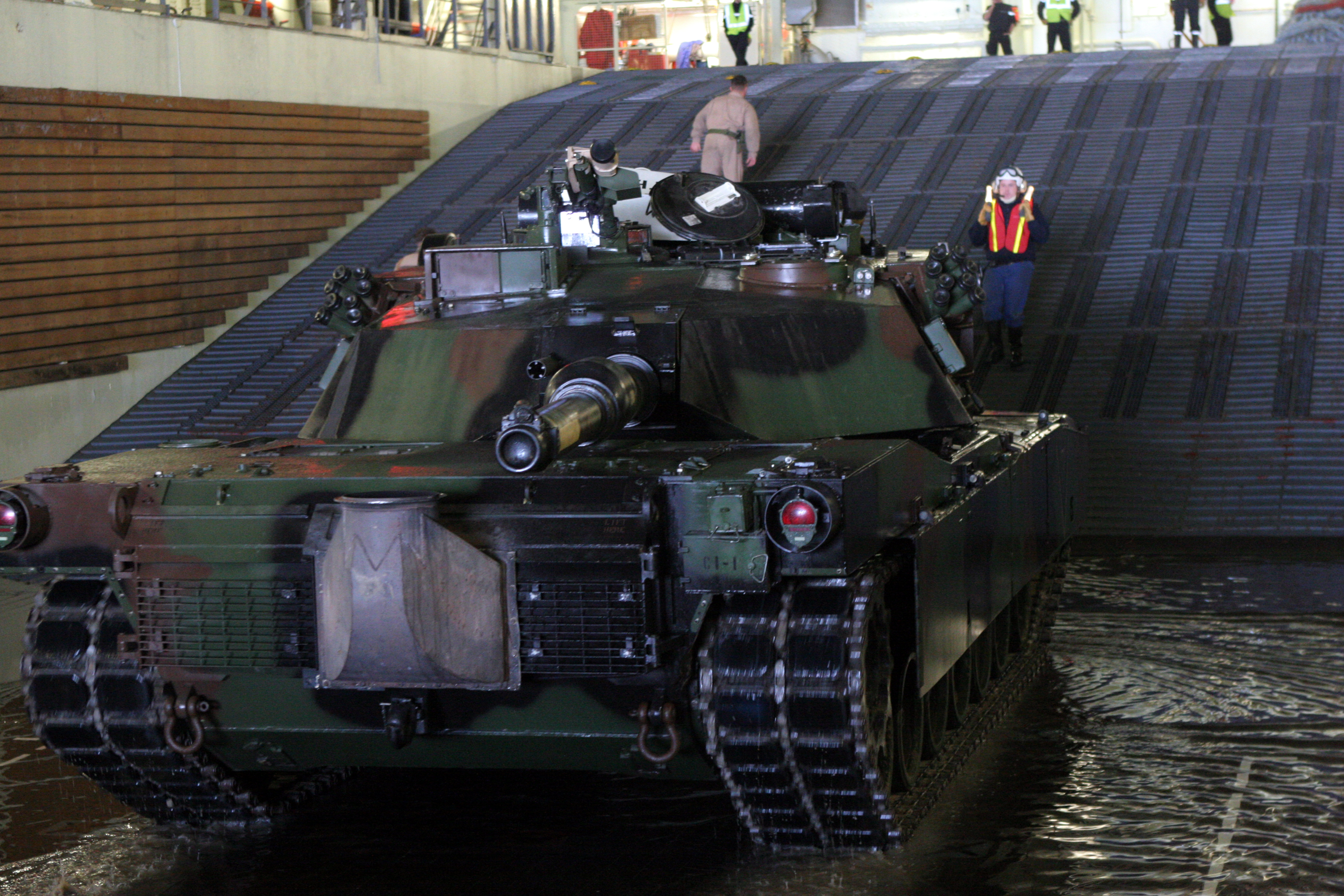
ウェルドックから車両甲板に上がろうとするアメリカ海兵隊のM1A1戦車

### 医療機能
病院船としての機能が充実しており、2つの手術室と19床の常設ベッドを含む250m2の病院区画にはさらに50床のベッドの追加設置が可能であり、格納庫内にコンテナ化された医療モジュールを搭載すれば、さらに能力の拡張が行なえる。

## 比較表
|              |            | アメリカ級 フライト1  | 076型                     | 075型                     | トリエステ                        | フアン・カルロス1世                            | ミストラル級                      |
| ------------ | ---------- | --------------------- | ------------------------- | ------------------------- | --------------------------------- | ---------------------------------------------- | --------------------------------- |
| 船体         | 満載排水量 | 45,000 t              | 41,000 t                  | 36,000 - 40,000 t         | 38,000 t                          | 27,082 t                                       | 21,500 t                          |
| 船体         | 全長       | 257.3 m               | 252 m                     | 232 m                     | 245 m                             | 230.82 m                                       | 210 m                             |
| 船体         | 全幅       | 32.3 m                | 43 m                      | 36 m                      | 36 m                              | 32 m                                           | 32 m                              |
| 機関         | 方式       | CODLOG                | IFEP                      | CODAD                     | CODOG＋電気推進                   | CODAGE                                         | ディーゼル・エレクトリック        |
| 機関         | 出力       | 70,000 hp             | 不明                      | 65,000 hp                 | 102,000 hp                        | 29,500 hp                                      | 19,040 shp                        |
| 機関         | 速力       | 22 kt                 | 不明                      | 22 kt                     | 25 kt                             | 19.5 kt                                        | 18.8 kt                           |
| 兵装         | 砲熕       | ファランクスCIWS×2基  | H/PJ-11 CIWS×2-3基        | H/PJ-11 CIWS×2-3基        | 76mm単装砲×3基                    | 20mm機関銃×4基                                 | 30mm単装機関砲×2基                |
| 兵装         | 砲熕       | 12.7mm連装機銃×7基    | H/PJ-11 CIWS×2-3基        | H/PJ-11 CIWS×2-3基        | 25mm単装機関砲×3基                | 12.7mm機関銃×2基                               | 12.7mm機関銃×4基                  |
| 兵装         | ミサイル   | ESSM 8連装発射機×2基  | HHQ-10 18連装発射機×2-3基 | HHQ-10 18連装発射機×2-3基 | VLS×16セル （アスターまたはCAMM） | －                                             | SIMBAD 2連装発射機×2基            |
| 兵装         | ミサイル   | RAM 21連装発射機×2基  | HHQ-10 18連装発射機×2-3基 | HHQ-10 18連装発射機×2-3基 | VLS×16セル （アスターまたはCAMM） | －                                             | SIMBAD 2連装発射機×2基            |
| 航空運用機能 | 飛行甲板   | 全通（STOVL対応）     | 全通                      | 全通                      | スキージャンプ勾配つき全通        | スキージャンプ勾配つき全通                     | 全通                              |
| 航空運用機能 | 搭載機数   | F-35B×6機             | 不明                      | ヘリコプター×30機         | F-35B×4-8機                       | AV-8B×10機 ※将来はF-35Bも考慮                  | ヘリコプター×16機                 |
| 航空運用機能 | 搭載機数   | ヘリコプター×20機以上 | 不明                      | ヘリコプター×30機         | ヘリコプター×6-9機                | ヘリコプター×12機                              | ヘリコプター×16機                 |
| 輸送揚陸機能 | 舟艇       | LCAC-1級×2隻          | LCAC×2-3隻                | LCAC×2-3隻                | 70 t LCU×4隻 またはLCAC-1級×1隻   | LCM-1E型×4隻と複合艇×4〜6隻 またはLCAC-1級×1隻 | LCM×8艇 LCU×2艇またはLCAC-1級×2隻 |
| 輸送揚陸機能 | 上陸部隊   | 約1,900名             | 1,000名以上               | 約1,600名                 | 1,043名                           | 902名                                          | 短期:900名、長期:400名            |
| 同型艦数     | 同型艦数   | 9隻予定               | 不明                      | 3隻（5隻計画中）          | 1隻                               | 1隻（準同型3隻）                               | 3隻（準同型2隻）                  |

## 配備

### フランス海軍
2006年の夏、1番艦「ミストラル」は初めての活動として、イスラエルとレバノン・ヒズボラとの間の紛争時の民間人救出活動（l'opération Baliste）に従事した。ベイルートに入港し、フードル級揚陸艦「フードル」、「シロッコ」と共に在留フランス人を含む4,000名を艦内に収容保護してキプロス島まで移送した。
| #      | 艦名                     | 起工           | 進水            | 就役           | 母港       |
| ------ | ------------------------ | -------------- | --------------- | -------------- | ---------- |
| L 9013 | ミストラル Mistral       | 2003年 7月10日 | 2004年 10月6日  | 2006年 1月     | トゥーロン |
| L 9014 | トネール Tonnerre        | 2003年 8月26日 | 2005年 7月26日  | 2007年 3月1日  | トゥーロン |
| L 9015 | ディクスミュード Dixmude | 2009年 4月18日 | 2010年 12月18日 | 2012年 7月27日 | トゥーロン |

### ロシア海軍への配備

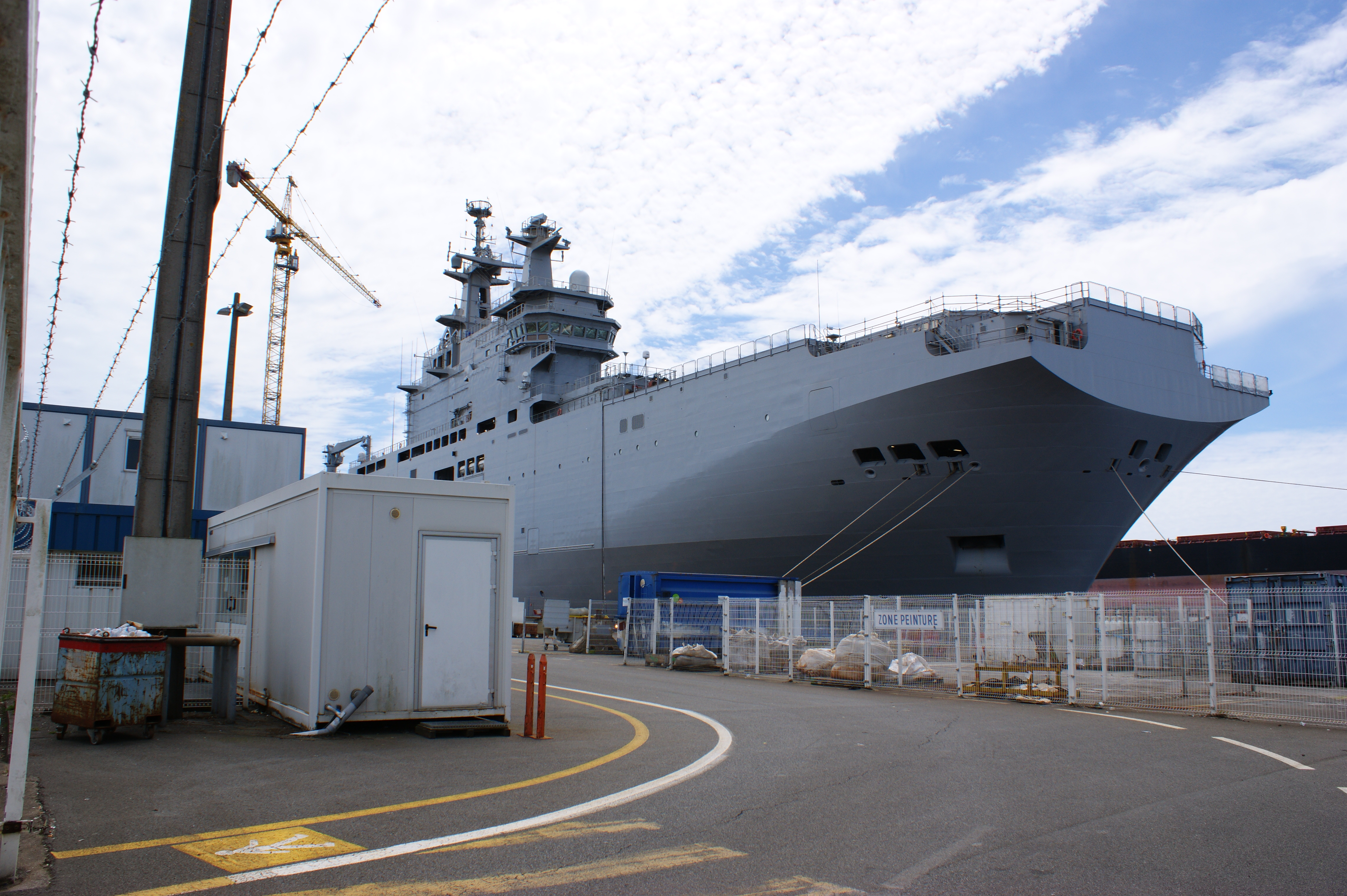
ウラジオストク（後のアンワル・アル･サダト）

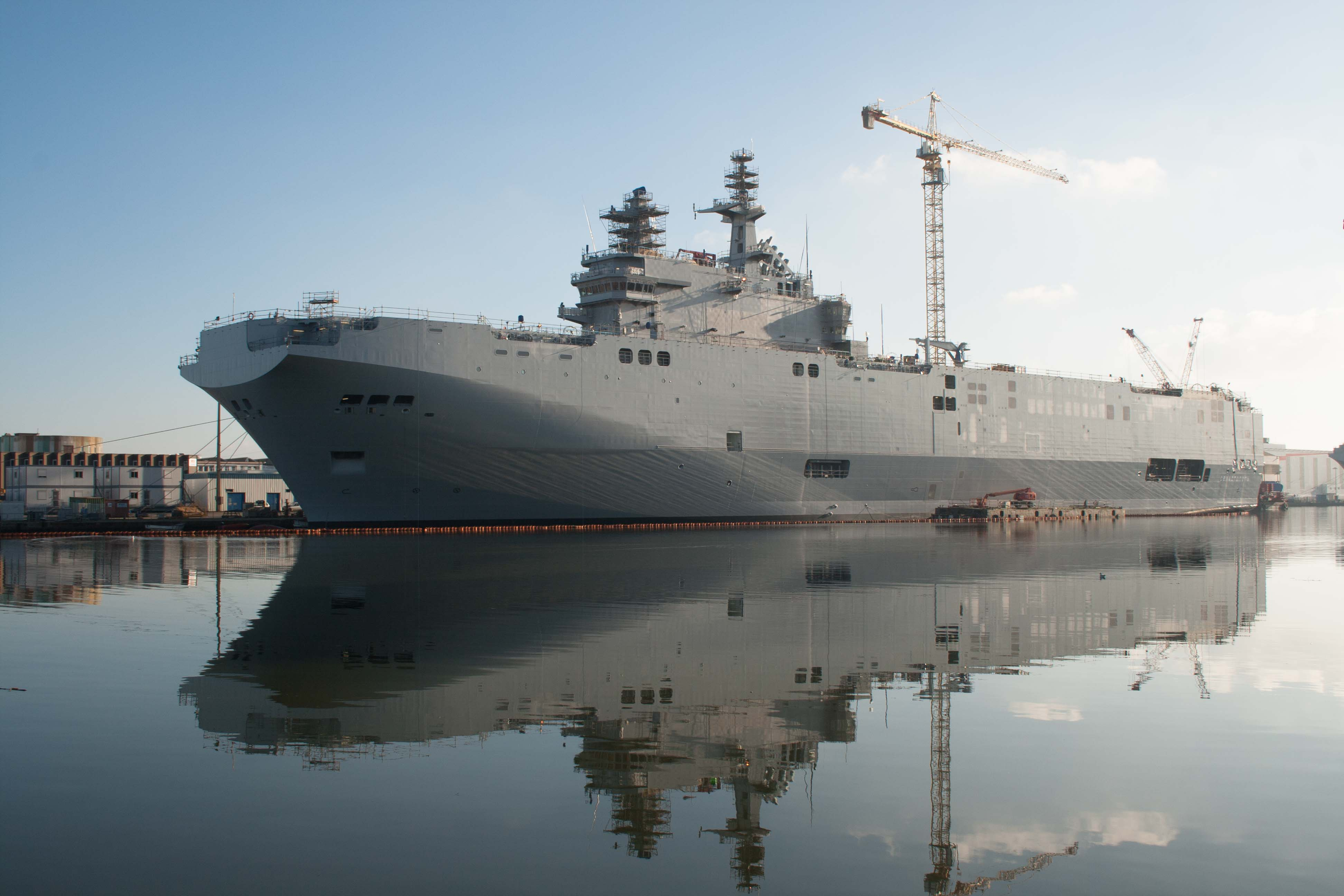
セバストポリ（後のガマール・アブドゥル・ナセル）

2009年の9月には、ロシアのウラジーミル・ポポフキン国防次官が自国のラジオ番組に出演した際に「フランス製の強襲揚陸艦の導入を進める協議をフランス当局と行っている」と発言した。これによれば、ミストラル級の1隻を購入する他、ロシア国内で4隻を建造する計画も打診している、という。価格は一隻あたり7億3,800万ドルから8億8,600万ドル程度になると報道されていた。 
2011年6月17日に前年12月の予備的合意の下、ロシアサンクトペテルブルクにて正式な契約が締結された。価格に関してはロシア側は取材に対し「12億ドル」・フランス側は「16億ドル」と回答しており、はっきりとしていない。ロシア海軍向けミストラル級はフランス建造が行われるが、船体後部はロシアのバルト工場で生産されている。これには大規模ブロック工法の技術を習得するという側面もあり、その他にも情報管理システム、通信管理システムの技術が移転されている。
2月24日にタス通信が報じたところでは、ロシアは同艦に単艦での対空・対艦・対潜攻撃及び防衛能力を付与することを求めて、ロシア製対空・対艦・対潜ミサイルの発射機を装備する。具体的には、A-220M 57mm単装砲、AK-630M 30mmガトリング砲、グブカ 近接防空ミサイルが搭載される。艦載機としてはKa-52K攻撃ヘリコプター、Ka-27M/29対潜ヘリコプターを搭載する。このため格納庫の高さが若干増されている。また、北極海での運用を想定して艦の船体は砕氷船クラスの鋼合金へ変更されている。
電子機材に関しても変更が行われており、衛星通信システムはロシア製のものへと変更が行われる。更にセヴァストポリではSENIT-9がシグマ-Eへ変更され新たにMTK-201ME光学電子システムが搭載される。
ロシア海軍は、「2008年のグルジア紛争の際に、黒海艦隊の輸送能力の不足で増援部隊の揚陸に26時間を要したが、ミストラル級だと同任務を40分で遂行できる。」としており、揚陸能力の機動性向上に期待している。しかし2009年11月、ブルジェフ副司令官はミストラル級を北方艦隊と太平洋艦隊に配備すると述べ、外洋でのパワー・プロジェクションに本級を用いることを示唆した。就役に先立ち、2013年に太平洋艦隊所属の第3独立海軍歩兵連隊が、第40独立海軍歩兵旅団に格上げされ、2014年には北方艦隊所属の海軍歩兵連隊も旅団に格上げされる予定である。
一方で、導入には否定的な意見も存在した。国防相アナトーリー・セルジュコフが解任された後の2013年1月、ロシア連邦政府軍事産業委員会第1副委員長イワン・ハルチェンコは、ミストラル級を購入する決定は馬鹿げており、国家と造船業界へ損害を与える要因となっているとして批判した。2014年にはドミトリー・ロゴージン副首相がミストラル級の購入は間違いであり、ミストラル級が無くても支障は無いと述べた。
ロシア海軍のミストラル配備について、2013年6月2日、日本の小野寺五典防衛大臣はシンガポールでジャン＝イヴ・ル・ドリアン仏国防相との会談で、極東の勢力均衡を崩すとの懸念を示した。

#### ウクライナ情勢と引渡し延期問題
当初、ウラジオストクは2014年に、セバストポリは2015年にロシアに引き渡される予定であった。しかし2014年2月以降、クリミア併合やウクライナ東部ドンバス地域における州庁舎占拠などのロシアが関与したとされる事件が勃発し、フランスは契約を履行することが困難な情勢となった。9月初旬にフランスは引渡しの一時延期を発表、フランソワ・オランド大統領はウクライナ情勢が改善されない場合、艦の引き渡しは承認できないとした。9月13日、ウクライナで一時停戦が成立し、ウラジオストクとセバストポリの引き渡しも（フランス国防省筋によれば11月中旬に）再開するものと思われ、インテルファクス通信は11月4日に引き渡しが行われると報じた。年9月24日から10月3日にかけて、ウラジオストクは引渡しに向け2回目の試験航海を行った。しかし11月25日、フランスは両艦の引き渡しを無期限延期すると発表した。ロシアは法的措置も検討に入れてこの決定に抗議した。その一方でフランスは経済的状況から安易に契約を無とすることが困難な状況にあり、事態は膠着状態に陥った。
2015年4月16日、ウラジーミル・プーチン大統領は引渡しが行われない場合、違約金は求めないが支払った代金の返却を望むと発言した。
2015年7月2日、ミストラル級に関する交渉は完了に近づいており、近い内にロシアへの代金返還に関する合意が署名されると報じられた。同月23日には艦に搭載されているロシア製兵装に関する協議へ移行し、機材取り外し実施のための専門家グループの派遣が決定した。
2015年8月5日、フランス・ロシア両政府においてウラジオストクとセバストポリの引き渡し中止が正式に決定、フランスはロシアに10億ユーロ弱の費用を全額返還することとなった。
ロシア海軍ではミストラル級の代わりとしてイワン・ロゴフ級強襲揚陸艦を計画している。

### エジプト海軍への配備
2015年9月23日、フランスとエジプトはウラジオストクとセバストポリをエジプトが9億5000万ユーロで購入することに同意、2016年1月上旬には支払いを完了した。
ウラジオストクはガマール・アブドゥル＝ナーセルに改名され、2016年6月2日、フランスの造船企業であるDCNSによりエジプトへの引き渡しが行われた。
同様にセバストポリもアンワル・アッ＝サーダートと改名され2016年9月16日にエジプトへ引き渡された。
エジプトは2015年9月上旬にロシアに対しミストラル改造のための無線機器、通信およびナビゲーションシステムの供給を求め、2017年7月5日契約を締結した。
| 艦名（露）                   | 艦名（埃）                     | 起工           | 進水            | 就役        | 計画母港（露） | 母港（埃）       |
| ---------------------------- | ------------------------------ | -------------- | --------------- | ----------- | -------------- | ---------------- |
| ウラジオストク «Владивосток» | ガマール・アブドゥル＝ナーセル | 2012年 2月1日  | 2013年 10月15日 | 2016年 6月  | ウラジオストク | アレクサンドリア |
| セヴァストポリ «Севастополь» | アンワル・アッ＝サーダート     | 2013年 6月18日 | 2014年 11月22日 | 2016年 10月 | ウラジオストク | アレクサンドリア |